# Парубець Сергій Сергійович
Сергі́й Сергі́йович Парубе́ць (10 лютого 1995 року, с. Дрімайлівка, Чернігівська область — 18 січня 2015 року, с. Спартак, Донецька область) — солдат 95-ї десантно-штурмової бригади Збройних сил України, учасник російсько-української війни. Загинув під час російсько-української війни. Один із «кіборгів».

## Життєвий шлях
Народився 10 лютого 1995 року в селі Дрімайлівка Куликівського району Чернігівської області.
По 2010 рік навчався у Дрімайлівській ЗОШ І—ІІ ступенів, 2012 року закінчив Вересоцьку ЗОШ. З 2013-го проходив військову службу за контрактом у в/ч 0281, стрілець-помічник гранатометника. У часі війни — навідник, 95-та окрема аеромобільна бригада.
18 січня 2015-го загинув у бою з російськими збройними формуваннями за Донецький аеропорт біля села Спартак під час обстрілу з РСЗВ «Град». Тодіж загинули старший лейтенант Дмитро Івах та солдат Сергій Сурженко.
Без Сергія лишилися мама і молодший брат.
21 січня 2015-го похований у селі Дрімайлівка.

## Нагороди та вшанування
- Указом Президента України № 282/2015 від 23 травня 2015 року, «за особисту мужність і високий професіоналізм, виявлені у захисті державного суверенітету та територіальної цілісності України, вірність військовій присязі», нагороджений орденом «За мужність» III ступеня (посмертно)[1].
- Нагороджений нагрудним знаком «За оборону Донецького аеропорту» (посмертно).
- Відкрито меморіальні дошки героя:
у квітні 2015 року — на будівлі школи в селі Дрімайлівка;
на будівлі школи в селі Вересоч[2];
16 грудня 2016 року — на будівлі Чернігівського професійного ліцею залізничного транспорту.
- Рішенням другої сесії сьомого скликання від 30 грудня 2015 року «Про перейменування  вулиці Пролетарської в селі Дрімайлівка» вулицю Пролетарську перейменовано на вулицю імені Сергія Парубця[3].
- Вшановується в меморіальному комплексі «Зала пам'яті», в щоденному ранковому церемоніалі 18 січня[4][5].